# Đập Roseires
Đập Roseires (tiếng Ả Rập: خزان الروصيرص) là một con đập trên dòng sông Nin Xanh (một nhánh thượng nguồn của sông Nin) tại Ad-Damazin, thượng nguồn của các thị trấn Er Roseires, ở Sudan. Đập bao gồm: Đập bê tông ở giữa với kiểu đập trụ chống có chiều rộng 1 km và chiều cao lớn nhất 68m, hai bên là đập đất. Phần đập đất bên bờ phía đông dài 4 km, và bờ tây dài 8,5 km. Hồ chứa có lưu vực rộng khoảng 290 km2.
Đập được hoàn thành xây dựng vào năm 1966, ban đầu cho mục đích thủy lợi. Sau đó, vào năm 1971 Một nhà máy thủy điện được xây dựng bổ sung với công suất phát điện tối đa là 280 MW. Một dự án nâng cao đập đang được tiến hành, với ngày hoàn thành theo kế hoạch năm 2013.